# سد جینانکیاو
سد جینانکیاو (به لاتین: Jinanqiao Dam) یک سد و نیروگاه برقابی در چین است که در لیجیانگ واقع شده‌است.